# Haematopota lancangjiangensis
Haematopota lancangjiangensis är en tvåvingeart som beskrevs av Xu 1980. Haematopota lancangjiangensis ingår i släktet Haematopota och familjen bromsar. Inga underarter finns listade i Catalogue of Life.